# Catedral 5 Anos - Ao Vivo
Catedral 5 Anos - Ao Vivo é o primeiro álbum ao vivo da banda Catedral, lançado em 1992 pela gravadora Pioneira Evangélica.
Este trabalho trata-se de um Bootleg, gravado basicamente sem nenhum recurso técnico, somente para registrar o
primeiro show da banda dentro de uma grande casa no Rio de Janeiro, o Canecão.

## Faixas
1. Fonte
2. O Silêncio
3. Simplesmente
4. Você
5. Mais que um Sonho
6. Perto de Mim
7. Pelas Ruas da Cidade
8. Mundo Vazio
9. Drogas
10. Criação
11. Solo de Baixo
12. Solo de Guitarra

## Ficha técnica
- Kim: Voz
- Júlio Cézar: Baixo
- Cezar Motta: Guitarra base e solo
- Guilherme Morgado: Bateria